# 뉴올리언스 도끼살인사건

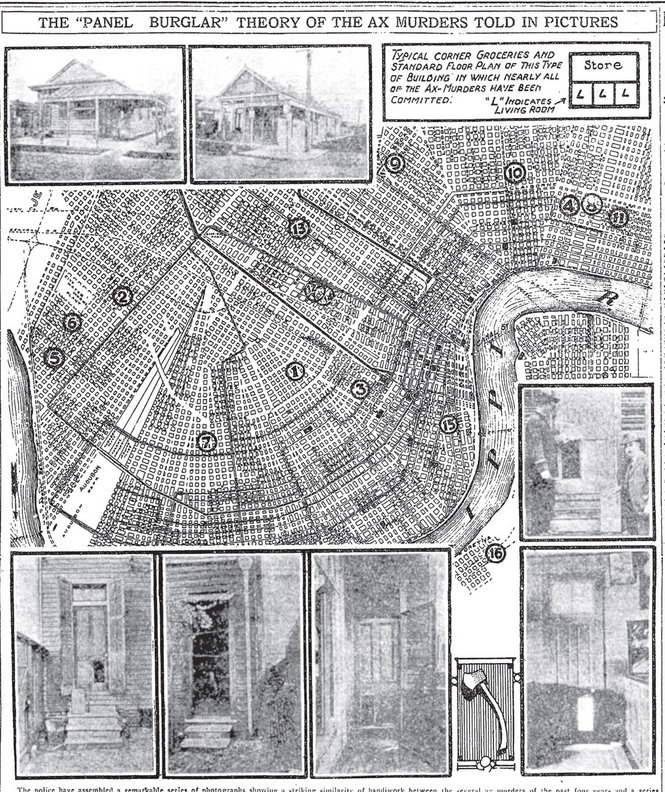
도끼살인 발생 장소를 표시한 1919년 뉴올리언스 지도.

뉴올리언스 도끼살인사건은 1918년 5월에서 1919년 10월까지 미국 루이지애나주 뉴올리언스시에서 벌어진 연쇄살인 사건이다. 그 범인을 도끼맨(Axeman)이라고 불렀다. 범인은 잡히지 않았고 영구미제사건이 되었다.